# Георгіки

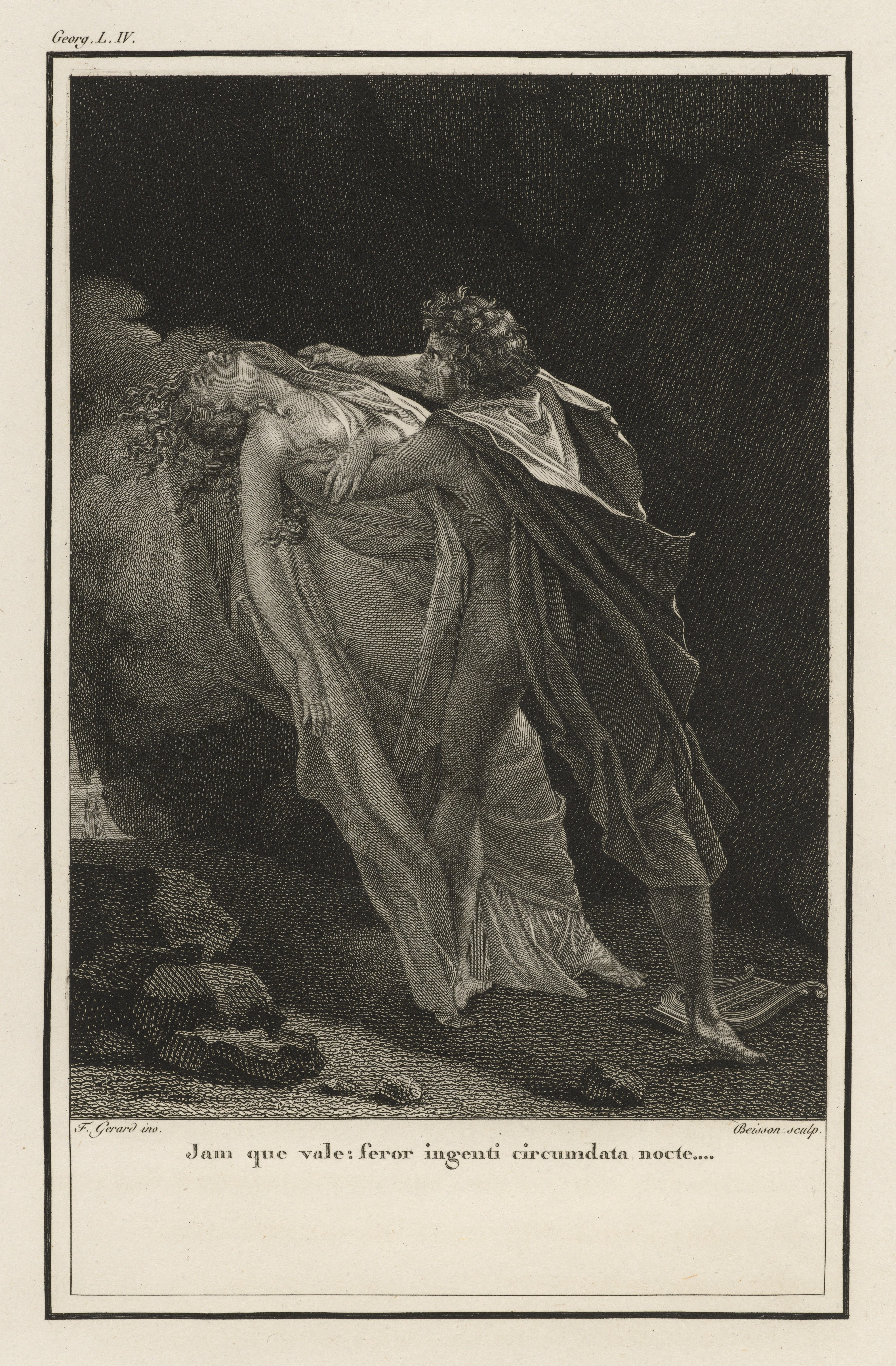
1798 illustration

Георгіки (грец. γεωργεῖν — «господарювання на землі») — в широкому сенсі — пісні та поетичні твори про сільське господарство, мають практичне значення. У вузькому сенсі — знаменита дидактична поема Вергілія в чотирьох книгах, в якій мова йде про землеробство, плодівництво, виноградарство, скотарство та бджільництво. Швидше за все опублікована в 29 році до н. е.. Твір спирався на попередні джерела і вплинув на багатьох більш пізніх авторів від античності до наших днів.

## Історія
Над «Георгіками» Вергілій працював цілих сім років (36-29 р.р. до н. е.) продовжуючи традицію дидактичного (повчального) епосу, яку започаткував Гесіод (VII ст. до н. е.). Вергілій прямо пише про те, що оспівуючи рідну Італію, її родючу землю, він використовує досвід свого великого еллінського попередника:
Мати хлібів золотих, вітай же, Сатурнова земле, Мати великих людей!.. Для твого добра я підношу Давні багатства твої, джерела викриваю забуті, І по містах італійських дзвоню Гесіодовим віршем. Переклад М.Зерова

## Короткий огляд сюжету
Поема «Георгіки» складається з чотирьох книжок про окремі галузі сільського господарства: землеробство, садівництво, тваринництво і бджільництво. Її домінуюча, наскрізна тема — «Laboir omnia vincit» — «Праця долає все». Це справжній гімн людської праці. Автор повчав, як готувати насіння до сівби, на якому ґрунті воно краще зійде, як робити щеплення фруктових дерев, як розводити коней і бджіл тощо. Тут знадобилася блискуча освіченість Вергілія та його схильність до філософських роздумів: поема наповнена ремінісценціями та алюзіями, у ній оспівана краса італійської природи. Прочитавши «Георгіки», можна дійти висновку, що селянин із простим побутом, який невтомно працює на землі, наближається до епікурейського ідеалу гармонії з природою.
Поема написана гекзаметром і складається з 2188 віршів та чотирьох книг.

### Книга перша
Вергілій починає свою поему з резюме чотирьох книг, супроводжуваним молитвою до різних сільських божеств, а також імператору Августу. Як зразок для своєї поеми Вергілій бере роботи по сільському господарству Варрона, але розходиться з нею досить істотним чином. Першу половину книги займають численні технічні підходи. Особливий інтерес представляють вірші 160—175, де Вергілій описує плуг. Послідовність людських епох, чия модель в кінцевому рахунку, сходить до Гесіода, вік Юпітера, його відношення до золотого століття та поточний вік людини наводяться з навмисною напруженістю. Головне значення в успіх або провал зусиль людства, книга надає праці та його внеску в сільське господарство та інші сфери життя. Кульмінаційним моментом є опис сильного шторму у віршах 311—350, зводить всі зусилля людини на нівець. Після деталізації різних погодних знаків і прикмет, Вергілій закінчує книгу перерахуванням знамень, пов'язаних з вбивством Цезаря і громадянською війною, коли тільки Октавіан пропонує надію на порятунок із цієї кризи.

### Книга друга
Помітну тему другої книги становить сільське господарство, представлене як боротьба людини проти ворожого світу природи, воно часто описується в термінах примусу, як перехід влади від Сатурна до Юпітера. Як і перша книга, друга починається з віршів, звернених до божеств і пов'язаних з питаннями, які збираються бути розглянутими далі: виноградарство, дерева і маслини. У наступній сотні рядків Вергілій розглядає ліси і фруктові дерева. Докладно описані їх поширення і ріст в контрастному розходженні між методами, які є природними і ті, які вимагають втручання людини. Три секції по прищепленню рослин представляють особливий інтерес: представлені як чудеса зміни людиною природи, багато з прикладів, наведені Вергілієм, малоймовірні або неможливі. Також є каталог дерев, що ростуть по всьому світу, викладений у швидкій послідовності, і перелік інших творів різних земель. Мабуть, найзнаменитіший уривок з поеми, Laudes Italiae або «вихваляння Італії», вводиться шляхом порівняння із зарубіжними чудесами: незважаючи ні на що, ніяка земля не гідна похвали так, як Італія. Фрагментом, який представляє культурний інтерес, є посилання на місто Аскро у вірші 176, який був знайомий давньому читачеві як батьківщина Гесіода. Далі йде опис догляду за виноградними лозами, що досягає найвищої точки в яскравій сцені їх пожирання вогнем; пораду стосовно того, коли посадити виноградник, і інший відомий уривок з другої книги — «вихваляння весни», де зображене зростання зелені і краса, яка супроводжує прихід весни. Далі поет знову повертається до дидактичного оповідання про виноградні лози, підкреслюючи їх крихкість і трудомісткість догляду за ними. Попередження про пошкодження тваринами забезпечує привід для пояснення того, чому кози приносяться в жертву Вакху (Бахусу). Оливкове дерево представлено протилежним виноградній лозі: воно не потребує великих зусиль з боку садівника. Наступна тема описує інші види дерев: ті, які родять плоди і ті, які дають корисну деревину. Потім Вергілій знову повертається до виноградної лози, згадуючи міф про битву Лапіти і кентаврів в проході, відомому як Лайка Виноградних лоз. Інша частина книги присвячена звеличуванню простого сільського життя перед корумпованістю міста.

### Книга третя
Третя книга головним чином нібито пов'язана з тваринництвом. Вона складається з двох основних частин: перша половина присвячена вибору породи і розведення коней та великої рогатої худоби. Завершується вона обуренням, викликаним сексуальним життям різних тварин. Друга половина книги присвячена турботі і захисті овець і кіз та збереженню одержуваних від них продуктів. У висновку описується хаос і спустошення, викликані чумою в Норіка. Обидві половини починаються з короткою ввідної частини, названої proem (вступами). У вступах призиваються грецькі та італійські боги, даються посвячення на честь Цезаря, як і покровителя Вергілія Мецената, а також згадано високе поетичне прагнення автора і складність под'ятого матеріалу. Спостерігаються паралелі між драматичним закінчення кожної половини цієї книги, і привабливою силою, відповідних їм тим — любові і смерті.

### Книга четверта
Четверта книга за тональністю аналогічна другій книзі, ділиться приблизно навпіл — перша половина (1-280) є дидактичною і має справу з життям і звичками бджіл, відносини яких представляють приблизну модель людського суспільства. Бджоли нагадують людину в тому, що вони працюють, підкоряються царю (цариці) і віддають своє життя заради суспільства, але, на відміну від людини, відчувають нестачу в мистецтві і любові. Незважаючи на володіння ресурсами в робочій силі, ціла колонія бджіл теж може загинути. Відновлення бджолиного рою здійснюється методом «bugonia», спонтанним самозародженням з нутрощів бичачої туші. Цей процес двічі описаний у другій половині книги (281—568), а також в епіллії Арістея із вірша 315. У цьому епіллії тон книги міняється від дидактичного до епічного і перетікає в елегію, оповідаючи історію Орфея та Еврідіки: Арістей, втративши своїх бджіл, спускається в будинок своєї матері, німфи Кірени, де отримує вказівку про те, як відновити плелинні сім'ї. Для цього він повинен захопити провидця Протея, і змусити його розкрити чий божественний дух був обурений, і як відродити бджіл. Після зв'язування Протея (який безуспішно змінює форми), Арістей вивідує у провидця, що він обурив німф, викликавши загибель німфи Еврідіка, дружини Орфея. Колись він переслідував Еврідіку своєю любов'ю, і вона, тікаючи від нього, була забита отруйною змією. Протей описує сходження Орфея в підземний світ, щоб забрати Еврідіку — коли Орфей вже майже досяг мети, він озирнувся і Еврідіка повинна була залишитися в царстві мертвих, а Орфей пізніше закінчив своє життя загибеллю від рук кіконскіх жінок. Книга четверта закінчується вісьмома віршами «sphragis» або «печаткою», улюбленою кінцівкою античних поетів, де життя зіставляється з перемогами знаменитих правителів: Эти стихи я пропел про уход за землёй и быками
И про деревья, меж тем великий Цезарь войною
Дальний разит Евфрат и народам охотно покорным, Как победитель, даёт законы, путь правя к Олимпу.
Сладкою в те времена был я, Вергилий, питаем
Партенопеей и цвёл, обучаясь на скромном досуге, Песней пастушьей себя забавлял и, юностью смелый, Титира пел я в тени широковетвистого бука.

## Походження та аналіз сюжету

### Контекст
«Георгіки» служили протестом Вергілія проти поширення останнім часом Римської республіки атеїзму; поет допомагає Августу збуджувати в римлянах згаслу віру в богів і сам щиро пройнятий переконанням в існуванні вищого Промислу, керуючого людьми.